# 小野小町 (アイドルグループ)
小野小町（おののこまち）は、かつて活動していた日本の4人組女性アイドルグループ。2019年結成。タニプロモーション所属。
東海地方のボーイズ・グループBOYS AND MENの妹分グループ、おとめボタンのメンバーであった小西麗菜・福島彩菜・坂中楓・山川紗希の4人で、2019年6月25日に結成が発表された。同年9月18日にテイチクエンタテインメントのインペリアルレコードから、酒井政利プロデュース、東海林良作詞、都倉俊一作曲の「伝説小町」でメジャーデビュー。歌人小野小町をモチーフとして、日本の伝統芸能、ハイパー日舞・殺陣・和太鼓、イリュージョンを披露する、「新感覚和風エンターテイメント4人組」を自称する。

## メンバー
| 名前      | よみ            | ニックネーム | 生年月日               | 出身地 | 身長  | 血液型 | 備考                      |
| --------- | --------------- | ------------ | ---------------------- | ------ | ----- | ------ | ------------------------- |
| 小西 麗菜 | こにし れいな   | こにたん     | 1996年11月6日（28歳）  | 愛知県 | 158cm | A型    | 2021年5月31日をもって卒業 |
| 福島 彩菜 | ふくしま さいな | さいなたん   | 1999年11月22日（25歳） | 愛知県 | 158cm | A型    |                           |
| 坂中 楓   | さかなか かえで | かえりぃ     | 1993年9月29日（31歳）  | 愛知県 | 153cm | B型    | 2021年5月31日をもって卒業 |
| 山川 紗希 | やまかわ さき   | さきてぃ     | 1998年7月2日（27歳）   | 愛知県 | 170cm | A型    |                           |

## 略歴
2019年
- 6月25日、記者会見、初お披露目[4]
- 9月18日「伝説小町」でデビュー。
- 10月3日、東京・浅草歌劇場にてデビューライブを開催[5][6]。

2020年
- 3月、舞台「小町伝説～かぶきもの～」公演[7]。

2022年
- 4月30日、この日をもって活動を終了[8]。

## 作品
「最高位」は「オリコン週間ランキング」に準ずる

### シングル
| # | 発売日        | タイトル | 収録曲                                                 | 規格品番      | 最高位 | 備考                                          |
| - | ------------- | -------- | ------------------------------------------------------ | ------------- | ------ | --------------------------------------------- |
| 1 | 2019年9月18日 | 伝説小町 | 1. 伝説小町 2. アイヤイLOVE 〜恋の花〜 3. いまひとたび | TECI-697〜699 | 18位   | A〜Cパターンの3種。AはCD＋DVD、BとCはCD仕様。 |

## 出演

### テレビ
- ボイメン ジャパネスク（2019年6月29日 ｰ 2020年12月26日、 中京テレビ） - 小西

### ラジオ
- OKB presents お祭り気分でBang! Bang! Radio（2019年2月 - 、FM GIFU）
- 小野小町のいろはにほへと（2019年9月、JFN PARK）
- ゆるよる（2020年11月13日 -2021年3月19日 、CBCラジオ）-　金曜パーソナリティ

### CM
- 大垣共立銀行

## イメージキャラクター
- 秋田県湯沢市ふるさと応援大使
- 名古屋市消防局 広報アンバサダー
- 金山小町 応援キャラクター
- 愛知県 LOVEあいちサポーターズ [9]
- 大垣共立銀行イメージキャラクター